# Simon Narcisse Bozanga
Simon Narcisse Bozanga (* 26. Dezember 1942 in Bangassou; † 7. Juli 2010) war 1981 Premierminister der Zentralafrikanischen Republik.

## Politische Laufbahn
Bozanga verbrachte einen Teil seiner Schulzeit in Rouen und studierte Rechtswissenschaft in Nancy und Paris. Später arbeitete er für das Außenministerium der Zentralafrikanischen Republik und vertrat sein Land von 1978 bis 1979 als Botschafter in Gabun. Anschließend war er von 1980 bis 1981 Justizminister.
Nach seiner Bestätigung bei den Präsidentschaftswahlen im März 1981 ernannte ihn der seit einem Putsch am 26. September 1979 regierende Präsident David Dacko am 4. April 1981 als Nachfolger von Jean-Pierre Lebouder zum Premierminister. Er hatte der bisherigen Regierung als Justizminister angehört. Wie sein Vorgänger gehörte er zu Dackos im März 1980 gegründeter Partei Union Démocratique Centrafricaine (UDC). Während seiner kurzen Amtszeit war die Regierung mit Streiks und Unruhen konfrontiert. Am 26. Juli wurde der Ausnahmezustand verhängt. Seine Amtszeit endete am 1. September 1981, als Dacko durch einen Putsch unter Führung von André Kolingba gestürzt wurde. Das Amt des Premierministers wurde erst im März 1991 wieder besetzt.
Seit den 1990er Jahren gehört er dem Obersten Gericht an, zunächst als Präsident einer Kammer des Gerichts, später als Berater.